# Pihalni orkester Bežigrad
Pihalni orkester Bežigrad (uradno ime: KD Pihalni orkester Bežigrad, krajše: PO Bežigrad, POB) je ljubljanski pihalni orkester (godba), ki šteje okoli 50 članic in članov. Svoje prostore ima orkester za Bežigradom v naselju BS3 (Vojkova cesta). Člani so tako amaterski kot profesionalni glasbeniki, orkester svoje člane tudi poučuje igranja novih instrumentov.

## O orkestru
Repertoar orkestra obsega koračnice, narodnozabavno glasbo, klasične skladbe, šansone ter popularno tujo in domačo glasbo. Orkester ima na leto do 40 nastopov, nastopa po Sloveniji in v tujini. Sodeluje s četrtnimi skupnostmi,  gasilskimi in drugimi lokalnimi društvi, šolami, zbori in solisti. Orkester nastopa tudi v tujini, gostoval je že v Nemčiji, Franciji, Italiji, Španiji, Belgiji, na Hrvaškem, Madžarskem in Irskem. 
Orkester redno spremljajo mažoretke Ansambla ljubljanskih mažoret, s katerimi sodelujejo že vse od svoje ustanovitve. Orkester je vrsto let sodeloval s sopranistko Pijo Brodnik in radijskim voditeljem Marjanom Buničem.
Z letom 2013 je dirigentsko palico orkestra prevzel Jože Kregar, klarinetist in profesor na Konservatoriju za glasbo in balet Ljubljana .
Pihalni orkester Bežigrad je član Zveze slovenskih godb  in Zveze kulturnih društev Ljubljana .

## Zgodovina orkestra
Pihalni orkester Bežigrad je naslednik Mladinske godbe Ježica, ki je delovala v petdesetih letih dvajsetega stoletja. Nekdanji člani te godbe so se leta 1981 tudi s pomočjo krajevne oblasti ponovno zbrali in ustanovili Pihalni orkester Bežigrad, ki od takrat deluje neprekinjeno.

### 1952–1957: Mladinska godba Ježica
Prvi zametki delovanja pihalnega orkestra v današnji obliki segajo v leto 1952, ko je bila na pobudo Prosvetnega društva Svoboda na Ježici ustanovljena Mladinska godba na pihala, ki je imela prostore v nekdanji občini Ježica. Prvo teoretično znanje je članom podajal gospod Franc Jakopič, član vojaške godbe. Učili so se spoznavanje lestvic, branje not ter poznavanje posameznih instrumentov v godbi. Instrumente so posamezniki dobivali na vajah postopoma. Igranja jih je učil gospod Franci Kosem, sicer aktivni glasbenik Godbe milice v Ljubljani. Kasneje ga je zamenjal profesor Adi Škorjanc, član opernega orkestra. Po treh mesecih je godba zaigrala državno himno in še dve skladbi v Kulturnem domu Ježica pod imenom Mladinska godba Ježica. Program se je širil, potrebe po igranju ob raznih priložnostih so postajale vedno večje - državni prazniki, budnica, odkritja spomenikov in raznih obeležij. Igrali so tudi za takratne čase pomembnem mitingu na Okroglici. Sodelovali so tudi na drugih kulturnih prireditvah in gasilskih veselicah v domačem kraju in okolici. Mladinska godba je vseskozi štela okoli 20 aktivnih in nekaj podpornih članov. Glasbeno znanje so nekateri pridobivali tudi v glasbeni šoli Franc Šturm. Mladinska godba na pihala Ježica je delovala pet let, nazadnje je zaigrala za državni praznik novembra 1957. 

### 1981–1996
Leta 1979 se je ponovno rodila ideja o ustanovitvi pihalnega orkestra v tedanji občini Ljubljana Bežigrad, ker v tem delu Ljubljane ni bilo orkestra za praznovanja in prireditve za Bežigradom. S sklepom Izvršnega sveta SO Bežigrad je bil imenovan odbor za ustanovitev Pihalnega orkestra Bežigrad: predsednik Jože Bučar in člani Franc Žitnik, Jože Gašparič, Mira Šubelj in Slavko Kokalj. Po enem letu priprav je bil s ponovnim sklepom Izvršnega sveta SO Bežigrad 12. 2. 1981 ustanovljen Pihalni orkester Bežigrad v okviru KUD Stadion. Za prvega dirigenta je bil postavljen akademski glasbenik Leander Pegan. lstega leta so imeli prvi nastop, prvi samostojni koncert pa je orkester izvedel leta 1982 na odru Družbenega doma Stadion. Kasneje se je število njihovih nastopov povečevalo in razširilo po vseh krajevnih skupnostih Bežigrada ter tudi zunaj občine.. 
Po smrti prvega dirigenta Leandra Pegana 21. marca 1983, je dirigentsko mesto prevzel Dušan Nedović, akademski glasbenik - kontrabasist Slovenske filharmonije. Repertoar je razširil z zahtevnejšimi skladbami iz klasične literature poleg zabavnega žanra domačih in tujih skladateljev. Orkester se je po njegovim vodstvom prvič podal v tujino k zamejcem v Italijo (Nabrežina, Zgonik, Gradež). Prav tako na povabilo slovenskega kulturnega društva je orkester gostoval na Hrvaškem v Zagrebu in izvedel samostojni koncert na trgu ter parado po ulicah Zagreba. 
Jeseni leta 1989 je dirigentsko mesto začasno prevzel Viktor Kresnik, namestnik dirigenta in predvodnik Papirniškega pihalnega orkestra Vevče, s katerim je orkester že prej veliko sodeloval. 
Septembra leta 1990 je dirigentsko palico prevzel Baki Jashari, akademsko izobražen glasbenik. Orkester je pridobil veliko novih članov, izšolanih na glasbeni šoli Franc Šturm (Šiška/Bežigrad), nekaj pa jih je štipendiral tudi orkester sam. Pihalni orkester je prvič gostoval na mednarodnem festivalu godb v mestu Sárvár na Madžarskem avgusta 1993, nato pa ponovno vsako drugo leto. Julija 1994 in 1999 pa je v Ljubljani gostoval madžarski pihalni orkester iz Sárvárja. 

### 1996–2016
15. obletnico na novo ustanovljenega orkestra, je orkester proslavil na spomladanskem koncertu 8. maja 1996. Program koncerta sta skupaj pripravila in dirigirala Baki Jashari in Viktor Kresnik. Za Bakija Jasharija je bil to poslovilni koncert s Pihalnim orkestrom Bežigrad, saj je prevzel dirigentsko mesto v Cerkniški godbi . Orkestru je dirigiral prvi del koncerta, drugi del pa je prevzel Viktor Kresnik, ki je bil odtlej ponovno dirigent orkestra.  
Leta 1996 se je orkester na desetdnevni turneji po Republiki Irski in Severni Irski udeležil poletnih festivalov, med njimi znanega festivala Ballina Salmon. Pripravil je celovečerne koncerte v vseh večjih mestih Severne Irske: Draperstownu, Magheri, Coalislandu, Lisburnu, Belfastu in na skrajnem severu v mestu Carndonagh v pokrajini Inishowen.  
Na slavnostnem božično-novoletnem koncertu ob 15. obletnici leta 1996 je Pihalni orkester Bežigrad predstavil tudi svojo prvo zvočno kaseto. Nato je s pomočjo RTV Slovenija leta 1997 posnel še video kaseto in še drugo zvočno kaseto in v letu 2001 tretjo zvočno kaseto. 
Orkester se je povezal z godbo iz mesta Tamm pri Stuttgartu v Nemčiji in v letu 1999 tam gostoval, istega leta pa je nemški orkester obiskal Ljubljano in imel koncert v centru mesta. Prav tako je orkester gostil godbenike prijateljske godbe iz Dubrovnika ter tam gostoval leta 1999. Julija leta 2000 je orkester izvedel 10-dnevno turnejo po južni Franciji v sodelovanju z Ansamblom ljubljanskih mažoretk. Sodeloval je na festivalu v mestu Langeac in na festivalu godb »Glasba brez meja« v mestu Mazamet.
Ob 70. rojstnem dnevu skladatelja Vinka Štrucla leta 2003 je izdal zgoščenko »Bestri«, imenovano po skladbi, ki jo je ta napisal prav za POB.
Leta 2011 je orkester praznoval svojo 35-letnico ter 30 let sodelovanja z Ansamblom ljubljanskih mažoretk in ob tem tudi izdal novo zgoščenko »Za lepši svet«, tudi po skladbi Vinka Štrucla za bežigrajski orkester .
Od leta 2013 je dirigent orkestra profesor Jože Kregar.

## Vodstvo orkestra

### Dirigenti PO Bežigrad
- Leander Pegan (1981–1983)
- Dušan Nedović (1983–)
- Viktor Kresnik (1989,1996–2012)
- Baki Jashari (1990–1996)
- Jože Kregar (2013–danes)

### Predsedniki PO Bežigrad
- Jože Bučar (1981–1983)
- Herman Lukan (1983–1990, 2004–2005)
- Janez Demšar (1991–2004)
- Branko Kuharič (2005–danes)

## Diskografija
- Po Dunajski (1996)
- Veselo naprej (1997) (COBISS)
- 25 let (2001) (COBISS)
- Bestri (2003) (COBISS)
- Za lepši svet (2011)